# توگو
توگو (با تلفظ اُ برای هر دو واو) با نام رسمی جمهوری توگو (به فرانسوی: République Togolaise‎)، کشوری در غرب قارهٔ آفریقا است. توگو یکی از کوچک‌ترین کشورهای آفریقا به‌شمار می‌آید.
جمعیت این کشور ۸٫۲ میلیون نفرو پایتخت آن شهر لومه است. زبان رسمی این کشور فرانسوی و واحد پول آن فرانک سِاف‌آ نام دارد. در کنار فرانسوی زبان‌های بومی رایج عبارتند از زبان‌های گبه، زبان کوتوکولی، و کابیه. توگو در سال ۱۹۶۰ از فرانسه استقلال یافت.
۵۱ درصد از مردم توگو به اعتقادات بومی آفریقا باور دارند، ۲۹ درصد از جمعیت کشور مسیحی و ۲۰ درصد نیز مسلمان هستند.
توگو از سوی غرب با غنا، از سوی شرق با بنین و از سوی شمال با بورکینا فاسو هم‌مرز است. در جنوب، توگو ساحل کم‌مسافتی در کنار خلیج گینه دارد.
توگو آب‌وهوایی گرمسیری دارد و اقتصاد آن وابستگی زیادی به کشاورزی دارد.
مردم ولتائی و کوآ اولین ساکنان منطقهٔ توگوی فعلی بودند، سپس قبایل اوه در قرن ۱۴ و آنه در قرن ۱۸ میلادی در این منطقه سکنی گزیدند. در قرن ۱۸ میلادی دانمارک ادعای مالکیت این سرزمین را مطرح نمود ولی در سال ۱۸۸۴ این منطقه تحت عنوان توگولاند به عنوان مستعمرهٔ آلمان درآمد. پس از جنگ جهانی اول و شکست آلمان‌ها، توگو دو تکه شد و با نظارت اتحادیهٔ ملل تحت قیومیت فرانسه و بریتانیا درآمد. قسمت بریتانیایی توگو به غنا الصاق گردید و قسمت فرانسوی آن در ۲۷ آوریل ۱۹۶۰ با عنوان کشور مستقل توگو از فرانسه اعلام استقلال کرد.
یافته‌های باستان‌شناختی نشان می‌دهد که قبایل باستانی این منطقه در سفالگری و آهنگری سررشته داشتند. نام توگو از زبان اِوِه گرفته شده و به معنی مرداب‌گاه (سرزمینی که مرداب‌ها در آن جای گرفته‌اند) است. از تاریخ این منطقه در زمان پیش از ورود پرتغالی‌ها به آن یعنی تا سال ۱۴۹۰ آگاهی چندانی در دست نیست.
در خلال دوره‌ای بین سده‌های یازدهم تا شانزدهم میلادی قبیله‌های گوناگونی از جهات مختلف به این منطقه وارد شدند: اوه‌ها از سمت غرب و مینا و گون از سمت شرق. بیشتر آن‌ها در نواحی ساحلی نشیمن گزیدند.
تجارت برده در این نواحی از سده شانزدهم آغاز شد و در مدتی که دویست سال به طول انجامید کرانه‌های توگو تبدیل به یکی از کانون‌های اصلی برده‌یابی و برده‌گیری تاجران اروپایی شد به خاطر آن توگو و مناطق پیرامونی ش به نام «ساحل برده‌ها» شهرت یافتند.

### دوره استعماری
در سال ۱۸۸۴ آلمان با شاه ملاپای سوم کاغذی را در توگوویل امضا کرد که بر اساس آن خط ساحلی توگو به عنوان تحت‌الحمایه آلمان به‌شمار آمد و آن کشور توانست تدریجاً کنترل خود را به داخل کشور هم گسترش دهد. مرزهای این ناحیه پس از تصرف نواحی داخلی توگو از سوی نیروهای آلمانی و امضای پیمان‌هایی با فرانسه و بریتانیا مشخص گشت.
در سال ۱۹۰۵ این محدوده تبدیل به مستعمره توگولند آلمان شد. در این مستعمره مردم وادار به کشت پنبه، قهوه و کاکائو شدند از آنها مالیات سنگینی نیز گرفته می‌شد. آلمان‌ها فنون جدید کشت این محصولات را با خود به توگو آورده و زیرساخت منطقه را بهبود بخشیدند. آنها برای صادرات فراورده‌های کشاورزی یک خط آهن و همچنین بندر لومه را احداث کردند.
در جریان جنگ جهانی اول، بریتانیا و فرانسه به توگولند حمله کرده و آن را از مستملکات مشترک خود اعلام کردند. روز هفتم دسامبر ۱۹۱۶ این وضعیت تغییر کرد و توگو به دو بخش بریتانیایی و فرانسوی تقسیم شد. در تاریخ ۲۰ ژوئیه ۱۹۲۲ جامعه ملل اداره بخش غربی توگو را به بریتانیا و بخش شرقی آن را به فرانسه واگذار کرد. در سال ۱۹۴۵ به این کشور حق ارسال سه نماینده به پارلمان فرانسه اعطا شد.
پس از جنگ جهانی دوم توگو در زمره قلمروهای تراست سازمان ملل متحد درآمد. در ۱۹۵۷ ساکنان توگولند بریتانیا رای به پیوستن به ساحل طلا به عنوان بخشی از کشور مستقل جدید غنا دادند. در ۱۹۵۹ توگولند فرانسه تبدیل به یک جمهوری خودمختار در اتحادیه فرانسه شد. اداره بخش‌های دفاعی، رابطه خارجی و امور مالی این جمهوری همچنان در اختیار فرانسه باقی ماند.

### از استقلال تا امروز
جمهوری توگو در تاریخ ۲۷ آوریل ۱۹۶۰ اعلام موجودیت کرد. در نخستین انتخابات ریاست جمهوری این کشور در سال ۱۹۶۱، سیلوانوس اولمپیو اولین رئیس‌جمهور کشور شد. حزب مخالف این انتخابات را تحریم کرده بود و اولمپیو صد درصد از آرا را به خود اختصاص داد. قانون اساسی این کشور در نهم آوریل ۱۹۶۱ رسمیت یافت. در دسامبر ۱۹۶۱ رهبران احزاب مخالف به اتهام دست داشتن در یک توطئه‌ ضد دولتی بازداشت شدند. حکمی نیز برای انحلال احزاب مخالف صادر شد.
اولمپیو کوشید از طریق همکاری با ایالات متحده آمریکا، بریتانیا و آلمان غربی، از وابستگی کشورش به فرانسه بکاهد. او همچنین از ورود سربازان فرانسوی بیکار شده پس از جنگ الجزایر به ارتش توگو مخالفت کرد.

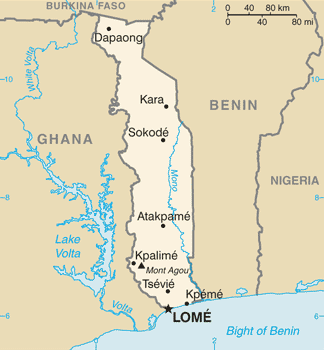
نقشه توگو

پایتخت توگو، شهر لومه با ۷۵۰ هزار نفر جمعیت می‌باشد. مساحت توگو ۵۶٬۷۸۵ کیلومتر مربع است.
از مهم‌ترین شهرهای توگو می‌توان به، سوکوده ۱۱۷٬۰۰۰ نفر، کپالیمه ۷۵٬۰۰۰ نفر، آتاکپامه ۸۰٬۰۰۰ نفر و کارا ۱۰۴٬۰۰۰ نفر اشاره کرد.
توگو دارای آب و هوایی گرمسیری و استوایی می‌باشد، گرم و مرطوب در جنوب و نیمه خشک و ساوان در شمال. با وجود وسعت کم، توگو دارای پوشش گیاهی و ۶ ناحیهٔ جغرافیایی متفاوت می‌باشد، از جنگل‌های گرمسیری گرفته تا ساوان.
رود مونو از سمت شرق (بِنین) وارد توگو شده و پس از طی مسافتی در توگو به خلیج بنین می‌ریزد. بلندترین نقطهٔ توگو، قلهٔ مونت آگو با ۹۸۶ متر ارتفاع می‌باشد که در جنوب این کشور قرار دارد.

### تقسیمات کشوری
توگو ۵ استان دارد که به نام منطقه (région) شناخته می‌شوند. این استان‌ها نوبه خود به ۳۰ بخش (Prefecture) تقسیم شده‌اند. منطقه‌های توگو از شمال به جنوب عبارتند از ساوان، کارا، سنترال، پلاتو، و ماریتیم.
نام این مناطق ویژگی‌های جغرافیایی آن‌ها را نشان می‌دهد چنان‌که ساوان به معنی گرم‌دشت، سنترال به معنی مرکزی، پلاتو به معنی فلات، و ماریتیم به معنای دریایی است.

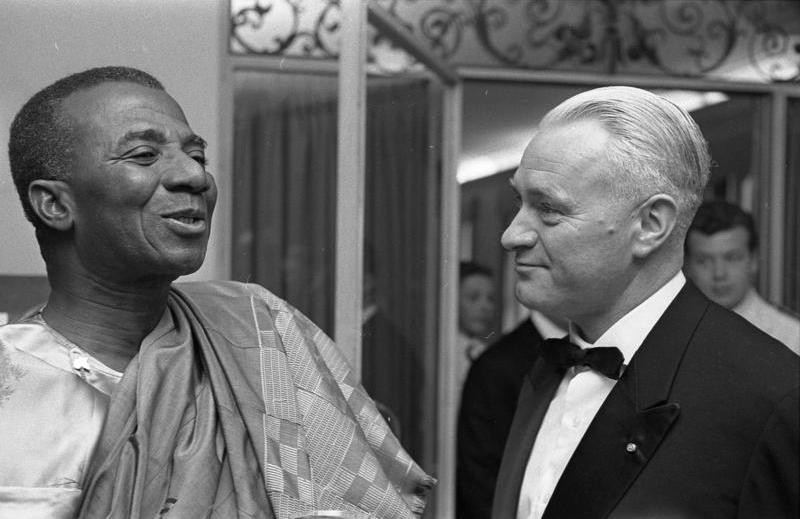
سیلوانوس اولیمپیو (نفر سمت چپ)

اولین رئیس‌جمهوری توگو پس از استقلال که به شیوهٔ دموکراتیک انتخاب شد، سیلوانوس اولمپیو نام داشت، حکومت اولمپیو در سال ۱۹۶۳ سرنگون شد، پس از آن اولمپیو که تحت تعقیب قانونی قرار داشت در حالی که سعی داشت از راه دیوار به سفارت آمریکا در لومه پناه ببرد به ضرب گلولهٔ یکی از افسران ارتش به نام اتین ایادیما کشته شد.
پس از او نیکولا گرونیتزکی به عنوان رئیس‌جمهور توگو انتخاب شد. حکومت گرونیتزکی نیز سرنوشتی مشابه اولمپیوس داشت، در ۱۳ ژانویه ۱۹۶۷ دقیقاً در چهارمین سالگرد قتل اولین رئیس‌جمهور توگو یعنی سیلوانوس اولمپیوس، طی یک کودتای بدون خونریزی توسط قاتل رئیس‌جمهور پیشین، سرهنگ اتین ایادما که اکنون ژنرال گناسینگبی ایادیما نام گرفته بود، به وقوع پیوست و حکومت گرونیتزکی ساقط شد.
پس از آن یک کمیسیون آشتی ملی در کشور برقرار شد، ولی در ماه آوریل ایادیما با انحلال این کمیسیون، به صورت دیکتاتور گونه‌ای خود را رئیس‌جمهور نامید. او با به حالت تعلیق درآوردن قانون اساسی فعالیت همهٔ احزاب را نیز ممنوع اعلام کرد و تنها عقاید شخصی و مکتب فکری خود را پیرامون حیطهٔ کاری و مسئولیت ریاست جمهوری اش قرار می‌داد. تحت فشار غرب ایادیما در سال ۱۹۹۳ مجبور شد فعالیت احزاب سیاسی را قانونی اعلام کند. در اوت ۱۹۹۳ اولین انتخابات ریاست جمهوری به صورت چند حزبی در توگو برگزار شد که باز هم ایادیما با کسب بیش از ۹۶٪ آرا رئیس‌جمهور توگو باقی‌ماند، تقلبهای گسترده در این انتخابات نیز کانون توجه محافل داخلی و خارجی قرار گرفت، ایادیما ۵ سال بعد در سال ۱۹۹۸ نیز مجدداً رئیس‌جمهور توگو شد. سرانجام ایادیما پس از ۳۸ سال دیکتاتوری در توگو، در اوایل فوریهٔ سال ۲۰۰۵ میلادی درگذشت تا در میان کشورهای آفریقایی دارای بیشترین عمر سیاسی یک سیاست‌مدار را به خود اختصاص داده باشد.

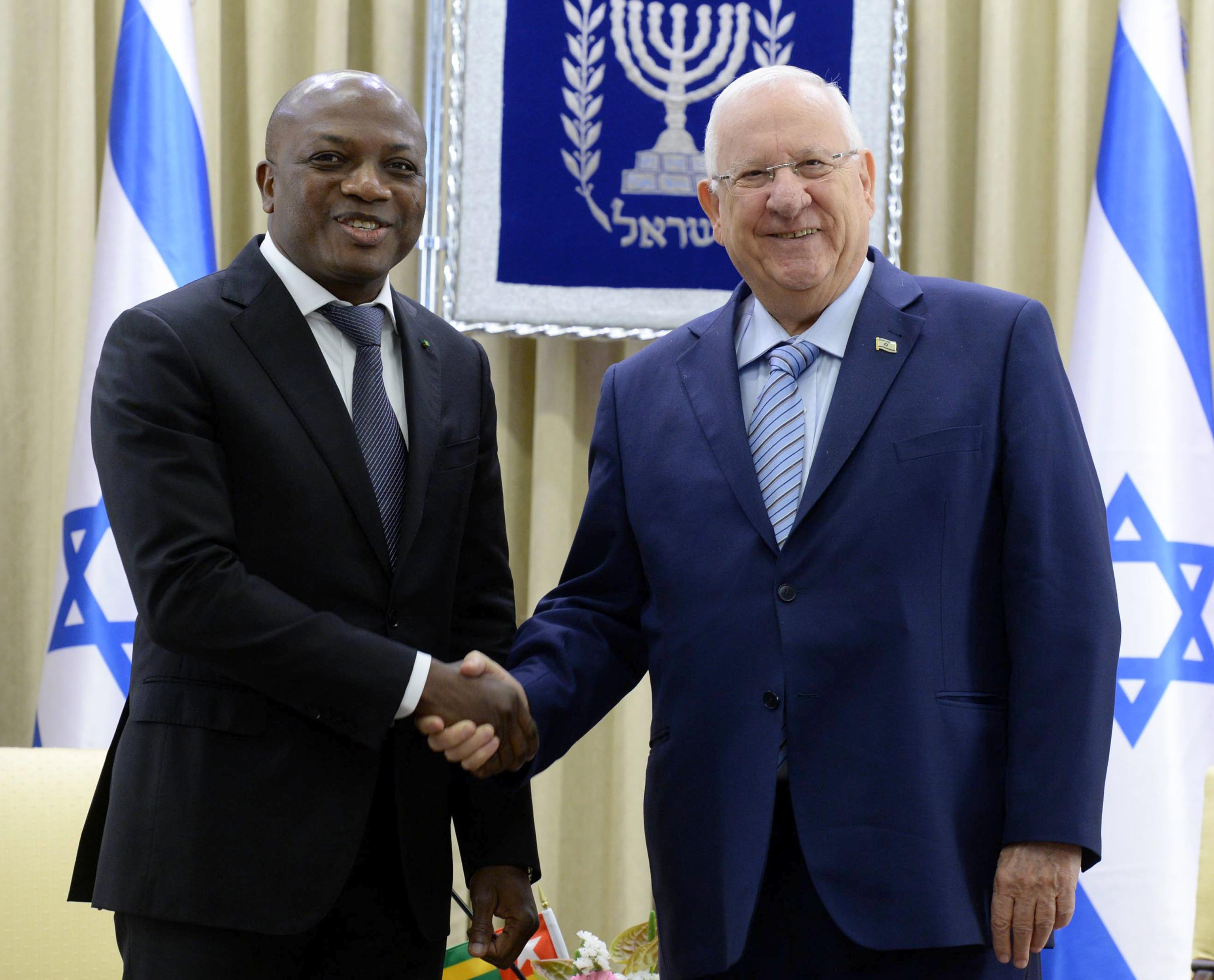
سفیر توگو (Calixte Batossie Madjoulba) و ریولین رئیس جمهور اسرائیل، فوریه ۲۰۱۷‏

پس از او پسرش، فاوره گناسینگبه با برقراری یک دولت نظامی دیکتاتوری پدر را ادامه داد. گناسینگبه  در ۷ فوریه ۲۰۰۵ در حالی کار خود را به عنوان رئیس‌جمهور توگو آغاز کرد که شروع کارش به علت عدم برگزاری انتخابات و عدم منتخب بودن وی با محکومیت‌های بین‌المللی همراه بود. سرانجام گناسینگبه پذیرفت در ۲۴ آوریل انتخابات ریاست جمهوری برگزار کند، در انتخابات ریاست جمهوری ۲۴ آوریل، گناسینگبه با کسب ۶۰٪ آرا، رقیبش امانوئل آکیتانی باب از حزب اپوزیسیون که تنها ۳۸٪ آرا را کسب کرد پشت سر گذاشت و در ۴ مه ۲۰۰۵ رسماً به عنوان رئیس‌جمهور توگو انتخاب شد. در ماه ژوئن رئیس‌جمهور، یکی از رهبران مخالفان، ادم کوجو  را به سمت نخست‌وزیری توگو منصوب کرد.
در اوت ۲۰۰۶ دولت و شش حزب سیاسی با انعقاد پیمانی با ایجاد یک دولت انتقالی موافقت کردند که شامل احزاب مخالف نیز می‌شد. یاووی آگبوییبو در سپتامبر ۲۰۰۶ به عنوان نخست‌وزیر جدید توگو معرفی شد. در انتخابات پارلمانی که در اکتبر ۲۰۰۷ در توگو برگزار شد، حزب وابسته به رئیس‌جمهور (RPT) موفق شد ۴۹ کرسی از ۸۱ کرسی پارلمان توگو را بدست آورده و پیروز انتخابات شود. ظرف ۲۰ سال گذشته این اولین باری بود که احزاب اپوزیسیون نیز حق شرکت در انتخابات پارلمانی را داشتند. آگبوییبو در نوامبر ۲۰۰۷ از سمت خود استعفا داد، رئیس‌جمهور نیز «کوملان مالی» را در ۳ دسامبر ۲۰۰۷ به سمت نخست‌وزیر توگو برگزید.

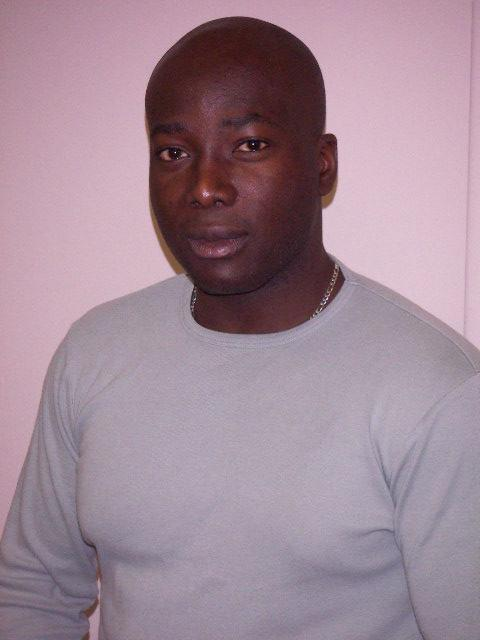
یواخیم کسف بازیگر اهل توگو

نژاد ۹۹٪ توگویی‌ها، آفریقایی (مهم‌ترین آنها قبایل اوه، مینا و کابره می‌باشند)، کمتر از ۱٪ نیز اروپاییان و سوری و لبنانی می‌باشند،
همچنین دین ۲۹٪ مردم توگو، مسیحی، ۲۰٪ مسلمان و بیش از ۵۱٪ نیز پیرو آیین‌های بومی و سنتی هستند. زبان رسمی در توگو، فرانسوی می‌باشد، همچنین زبانهای بومی مانند اوه، مینا در جنوب، کابیه و داگومبا نیز در شمال کشور رایج است.

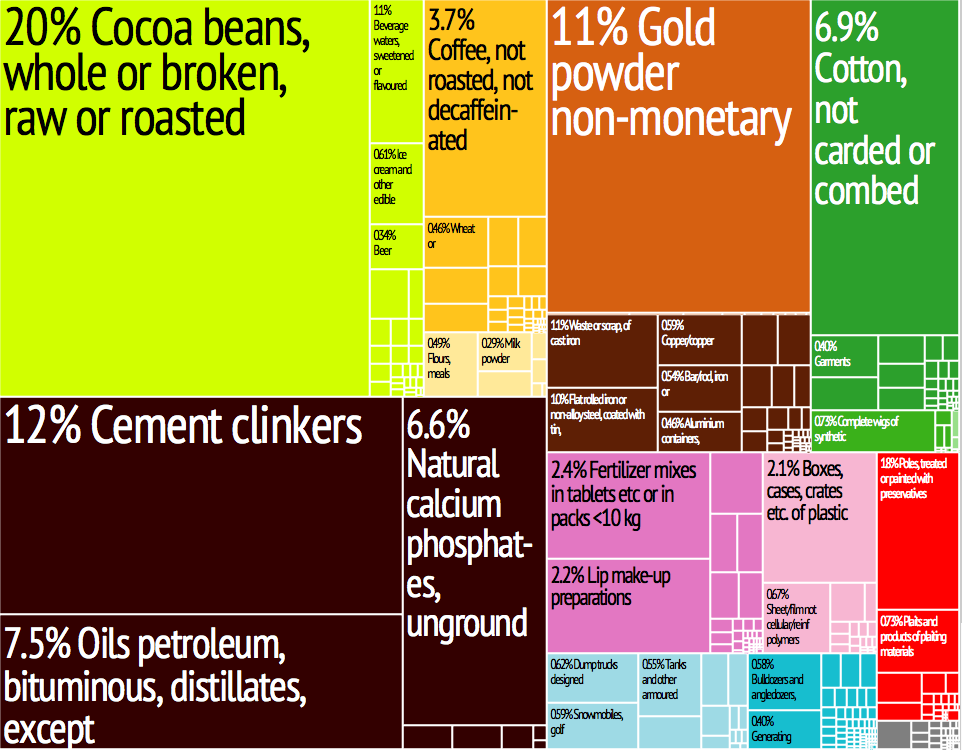
صادرات عمده در توگو

واحد پول توگو، فرانک سی اف آ با واحد جزء (سانتیم) نام دارد.
از مهم‌ترین صادرات توگو می‌توان به صادرات مجدد، پنبه، فسفات، قهوه و کاکائو اشاره کرد. توگو از اعضای کشورهای اتحادیهٔ آفریقا می‌باشد.